# Tonga brunnea
Tonga brunnea är en insektsart som beskrevs av Schmidt 1910. Tonga brunnea ingår i släktet Tonga och familjen sköldstritar. Inga underarter finns listade i Catalogue of Life.